# Dicrostonyx nunatakensis
Dicrostonyx nunatakensis es una especie de roedor de la familia Cricetidae.

## Distribución geográfica
Se encuentra sólo en Canadá. 